# Complutensische Polyglotte

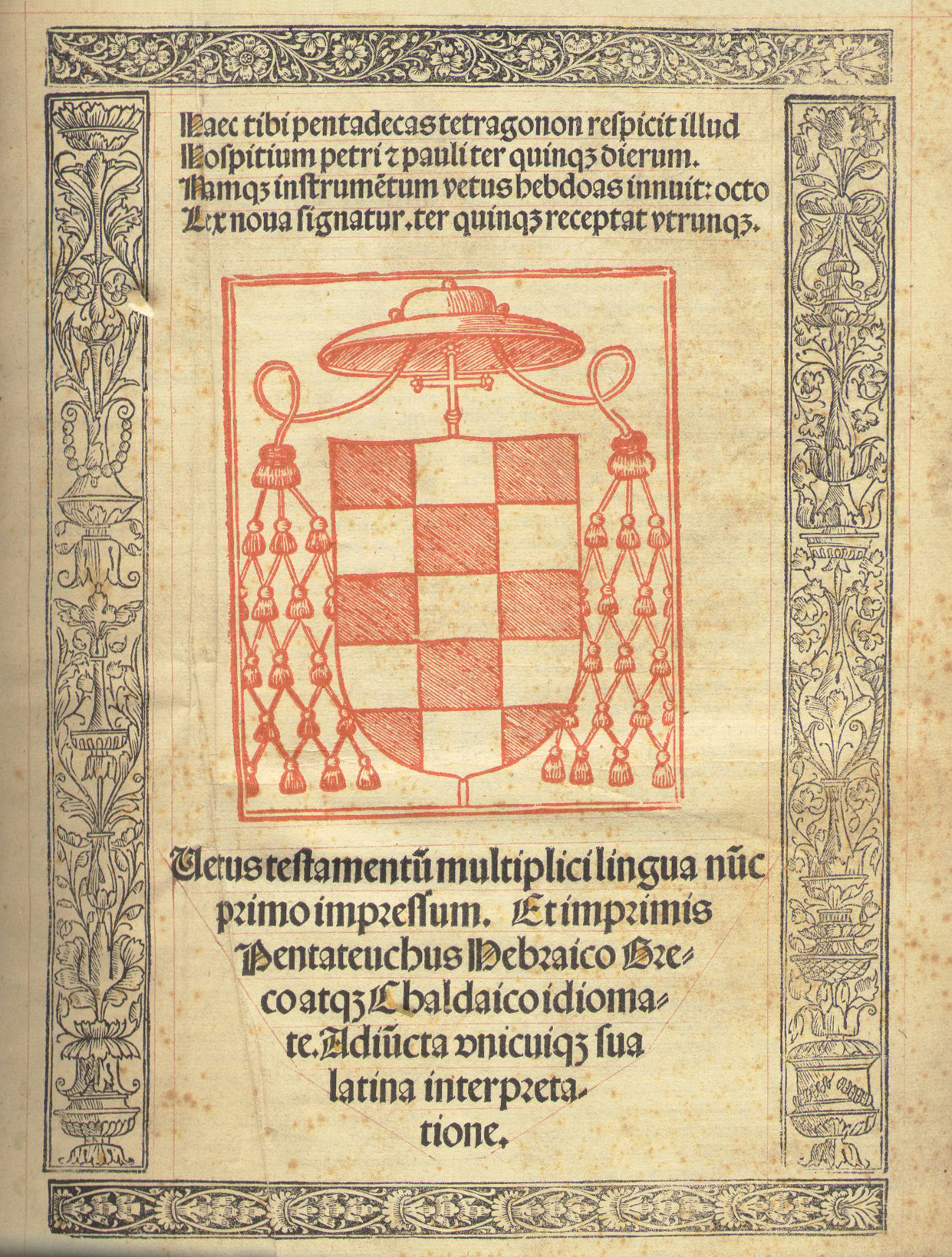
Die erste Seite der Complutensischen Polyglotte

Complutensische Polyglotte ist der Name der ersten mehrsprachigen Ausgabe der kompletten Bibel, die in den Jahren 1502 bis 1517 in Alcalá de Henares in Kastilien erarbeitet und gedruckt wurde. Die sechs Bände im Folioformat enthalten Bibeltexte in lateinischer, griechischer, hebräischer und aramäischer Sprache und Schrift. Complutum ist die lateinische Form des Namens der Stadt Alcalá de Henares.
Die Complutensische Polyglotte, die durch die Förderung des Kardinals und Erzbischofs von Toledo, Francisco Jiménez de Cisneros, geschaffen wurde, gilt als eines der bedeutendsten Werke der Theologie, Philologie und Drucktechnik des beginnenden 16. Jahrhunderts in Spanien.

## Ziel der Publikation
In einem Brief an Papst Leo X., der im ersten Band abgedruckt ist, erklärt Kardinal Cisneros die Notwendigkeit der Herausgabe dieses Werkes in der vorliegenden mehrsprachigen Fassung. Er äußert die Überzeugung, dass keine Übersetzung alle Kraft und Merkmale eines Originals getreu übertragen könne, besonders wenn es sich um die Sprache handele, die von Gott selbst gesprochen wurde, dessen Worte nur erfasst oder erkannt werden könnten durch die Originalsprache, in der die Heiligen Schriften geschrieben wurden. Die lateinischen Bibelmanuskripte stimmten oft untereinander nicht überein und es gebe genug Gründe zu glauben, dass sie durch die Dummheit und Nachlässigkeit der Kopisten fehlerhaft wurden. Das bedeute, dass man zu den Quellen der Heiligen Schriften gehen und die Bücher des Alten Testaments entsprechend der hebräischen Texte und die des Neuen Testamentes entsprechend der griechischen Texte berichtigen müsse. Ein weiteres Ziel war es, das Bibelstudium in den Originalsprachen dadurch zu erleichtern, dass die Texte mit Hinweisen versehen und die Sprachen durch Wörterbücher und Anleitungen zur Grammatik zugänglicher gemacht wurden.

## Vorgehensweise bei der Erstellung der Polyglotte

### Textauswahl
Als erstes erarbeiteten die Wissenschaftler, die Francisco Jiménez de Cisneros, in Alcalá de Henares, zusammengerufen hatte, zuverlässige Texte für die Herausgabe der Heiligen Schrift in hebräischer und griechischer Sprache. Dazu ließ Cisneros eine große Anzahl von Handschriften in Latein, Hebräisch und Chaldäisch in Spanien und in Italien kaufen. Viele der Manuskripte galten als verdächtig, da sie aus häretischen jüdischen und byzantinischen Gemeinden stammten. Es mangelte an griechischen Handschriften. Cisneros erwarb einige, andere erhielt er als Leihgabe. Für die Bearbeitung des Alten Testamentes wurden zwei aus dem 13. Jahrhundert stammende Manuskripte der Bibliotheca Apostolica Vaticana benutzt, die der Kardinal von Papst Leo X. als Leihgabe erhielt. Ebenso wurde für das Alte Testament eine Kopie aus Teilen eines griechischen Manuskriptes, aus dem Eigentum der Bibliothek von San Marco verwendet. Als Urtext der Vulgata wurden vermutlich hauptsächlich zwei Manuskripte benutzt, die von Pablo Núñez Coronel «Biblia nostra antiqua» (Unsere alte Bibel) genannt wurden. Sie stammten aus dem 7. bis 9. Jahrhundert.
Die redaktionelle Aufgabe der Gelehrten war es, einen möglichst perfekten Text der Ursprungsfassungen der hebräischen und griechischen Texte auf der Grundlage der vorhandenen Manuskripte zu erstellen. Das sollte dadurch erreicht werden, dass offensichtliche Übertragungsfehler in den überlieferten Texten korrigiert wurden, um dann durch Textvergleiche aus vielen möglichst ursprünglichen Manuskripten die vermutlich authentischste Fassung auszuwählen oder zusammenzustellen.
Ausdrücklich ausgenommen von einer grundlegenden Revision durch eine Neuübersetzung aus den Ursprungssprachen war der lateinische Text der Vulgata. Dieser Text, den der Kirchenvater Hieronymus im 4. Jahrhundert aus dem Griechischen übertragen hatte, galt in der Katholischen Kirche als einzige verbindliche Übersetzung.
Die Bearbeiter setzten sich dadurch der Kritik aus, dass sie die Quellen und Methoden, die sie während des Bearbeitungsprozesses verwendeten, nicht vollständig dokumentierten. Kardinal Cisneros sammelte unter gewaltigen, persönlichen finanziellen Ausgaben viele griechische und hebräische Bibelhandschriften. Der Katalog der Handschriften des Colegio San Ildefonso, der zentralen Einrichtung der Universität Alcalá, weist nach 1512 eine außerordentlich umfangreiche Sammlung von „hebräischen“, „gotischen“ und „antiken“ Bibelhandschriften auf. In neuerer Zeit wurde teilweise erfolgreich versucht, die verwendeten Handschriften durch Analyse der Texte und Vergleiche mit den Angaben im Inventar der Bibliothek der Universität von Alcalá zu identifizieren.

### Übersetzungen
In einem weiteren Schritt wurden die für den Druck verwendeten griechischen Texte in die lateinische Sprache übersetzt, um sie bei der Wiedergabe in den Bänden des Alten Testamentes als Interlinearübersetzung zu verwenden. Die dabei ersichtlichen Abweichungen vom Text der Vulgata wurden nicht ausdrücklich dargestellt. Die Übersetzung des aramäischen Textes in die lateinische Sprache wurde neben dem Originaltext abgedruckt.

### Gegenüberstellung der Texte
Da die Reihenfolge der Texte nicht in allen Vorlagen die gleichen waren, mussten die Texte, um sie synoptisch darstellen zu können, entsprechend, auf der Grundlage der Vulgata, zusammengestellt werden. Im fünften Band, in dem das Neue Testament in Griechisch und Lateinisch wiedergegeben ist, verbanden die Bearbeiter durch den Gebrauch von Hochzeichen den griechischen und den lateinischen Text.

### Schaffen von Lesehilfen
Um dem Leser den Text in den Originalsprachen besser erfassbar zu machen, wurden verschiedene Hilfsmittel zur Verfügung gestellt. Bei der Wiedergabe des hebräischen und aramäischen Textes wurde der Ursprung einiger hebräischer Worte auf den Rändern in einer geringeren Schriftgröße dargestellt. Am Ende des fünften Bandes, der den Text des Neuen Testamentes in griechischer Sprache enthält, befindet sich eine kurze griechische Grammatik und ein Lexikon. Der gesamte sechste Band bietet Hilfen durch Wörterbücher und Hinweise auf die Grammatik.

## Mitarbeiter
Die Namen der Mitarbeiter, die an der Herausgabe der Complutensischen Polyglotte beteiligt waren, werden in dem Werk nicht genannt. Von Kritikern wurde Cisneros vorgeworfen die Bearbeitung der Heiligen Schrift den Sprachwissenschaftlern überlassen zu haben von denen nur einige eine theologische Ausbildung hatten.
Die Beiträge der einzelnen Wissenschaftler an der Erstellung der Texte sind nicht nachweisbar, wenngleich einige Passagen bestimmten Bearbeitern zugeschrieben werden. Einige Personen waren auch nur für begrenzte Zeit mit der Bearbeitung bestimmter Teile der Veröffentlichung beschäftigt. Die folgenden Wissenschaftler haben mit Sicherheit – wenigstens zeitweise – an der Erarbeitung der Texte der Complutensischen Polyglotte mitgearbeitet. Es wird davon ausgegangen, dass weitere, teilweise nicht namentlich bekannte Personen, an der Arbeit teilnahmen.
- Hernán Núñez de Toledo y Guzmán studierte in Salamanca und Bologna und hatte Kenntnisse in Aramäisch, Hebräisch, Griechisch und Arabisch[11]
- Alfonso de Zamora war im Jahr 1492 vom jüdischen zum christlichen Glauben konvertiert. Als Sohn eines Rabbiners war er in der Lage die jüdische Auslegung der hebräischen Texte in die Diskussion einzubringen. Er hatte Kenntnisse in Aramäisch und Hebräisch. Von 1512 bis 1544 war er Professor für Hebräisch an der Universität von Alcalá de Henares.[12]
- Alonso de Alcalá war im Jahr 1492 vom jüdischen zum christlichen Glauben konvertiert. Er studierte in Córdoba und Sevilla und hatte einen Lehrstuhl für Medizin in Salamanca. Er besaß gute Kenntnisse in Hebräisch und Griechisch.[13]
- Pablo Núñez Coronel stammte aus der Familie des Abraham Senior und war im Jahr 1492 vom jüdischen zum christlichen Glauben konvertiert. Er hatte einen Lehrstuhl für Hebräisch an der Universität Salamanca und besaß gute Kenntnisse des Aramäischen. Sein Arbeitsschwerpunkt soll besonders auf den, im sechsten Band abgedruckten, hebräisch-aramäischen Wörterbüchern gelegen haben.[14]
- Antonio de Nebrija setzte nach Anfängen in Sevilla seine Ausbildung in Salamanca fort. Anschließend bekam er ein Stipendium für ein Studium in Bologna. Er erweiterte sein Wissen in Rom, Florenz, Pisa und Padua. Ab 1475 bis 1487 hatte er einen Lehrstuhl für Latein an der Universität von Salamanca. Die Übersetzung der Bibel des Hieronymus, die Vulgata, war die einzige durch Katholischen Kirche genehmigte Fassung und damit vor jeder Kritik geschützt. Nebrija sah die Notwendigkeit, sie mit den Originaltexten in Hebräisch, Aramäisch und Griechisch zu vergleichen. Die Forderung Nebrijas, auch die Vulgata einer Revision zu unterziehen, wurde von Cisneros abgelehnt. Nebrija zog sich daraufhin aus der Arbeitsgruppe zurück. Er hatte trotzdem ab 1514 einen Lehrstuhl für Rhetorik an der Universität von Alcalá.[15]
- Diego López de Zúñiga war ordinierter Priester. Er studierte an der Universität von Salamanca klassische Sprachen. Er besaß gute Kenntnisse in Hebräisch, Aramäisch und Griechisch. Er wurde als Kritiker der Veröffentlichungen des Erasmus von Rotterdam bekannt.[16]
- Demetrio Ducas stammte aus Kreta. Bevor er nach Alcalá kam, war er in Venedig bei Aldus Manutius als Korrektor griechischer Texte tätig. Er hatte ab 1513 den Lehrstuhl für Griechisch an der Universität Alcalá.[17]

Im Jahr 1516, nachdem der fünfte Band der Complutensischen Polyglotte, der das Neue Testament enthielt, bereits gedruckt war und die ersten Exemplare des von Erasmus von Rotterdam veröffentlichten Novum Instrumentum nach Kastilien kamen, lud Kardinal Cisneros Erasmus ein, an der Erarbeitung der Complutense mitzuwirken. Der lehnte aber ab.

## Druck
Kardinal Cisneros wollte nicht, dass die durch die Wissenschaftler erbrachte Arbeit nur in Form eines Manuskriptes mit einer geringen Verbreitung erhalten bleibt. Er wollte, dass die Arbeit durch den Druck eine universelle Wirkung haben sollte. Daher beauftragte er den aus Frankreich stammenden, in Logroño ansässigen, Drucker Arnao Guillén de Brocar mit dem Druck. Der richtete, im Jahr 1511 auf ausdrücklichen Wunsch Cisneros in Alcalá eine neue Druckwerkstatt ein und entwarf, schnitt und goss einen großen Teil der notwendigen Lettern für den Druck der Texte in lateinischer, griechischer, hebräischer und aramäischer Sprache. Von ihm stammen wahrscheinlich auch die Entwürfe für das Seitenlayout der verschiedenen Bände. Die Qualität der Complutensischen Polyglotte gewann auch dadurch, dass während des Druckablaufes einige der Sprachwissenschaftler als Professoren in Alcalá unterrichteten und so das Korrekturlesen am Druckort übernehmen konnten.
Die wissenschaftliche Arbeit an der Complutensischen Polyglotte begann im Jahr 1502. Am 10. Januar 1514 war der fünfte Band, der den Text des Neuen Testamentes in Griechisch und Latein enthält, fertig gedruckt. Im Mai 1515 wurde der Druck des sechsten Bandes, der die Wörterbücher und den Apparatus enthält, beendet. Der Druck der restlichen Bände wurde am 10. Juli 1517 abgeschlossen. An diesem Tag, einige Monate vor dem Tod Kardinal Cisneros, verließen die vier Bände des Alten Testamentes die Druckerei. Als Erzbischof von Toledo und Generalinquisitor konnte Cisneros die Verbreitung der Druckauflage genehmigen. Er wünschte aber sie der Prüfung und der Zustimmung des Papstes Leo X. zu unterwerfen, dem er die Arbeit gewidmet hatte. Der Papst diktierte am 22. März 1520 ein Motu proprio mit der feierlichen Zustimmung. Danach durfte die Bibel verbreitet werden.

## Inhalt
Der erste Band

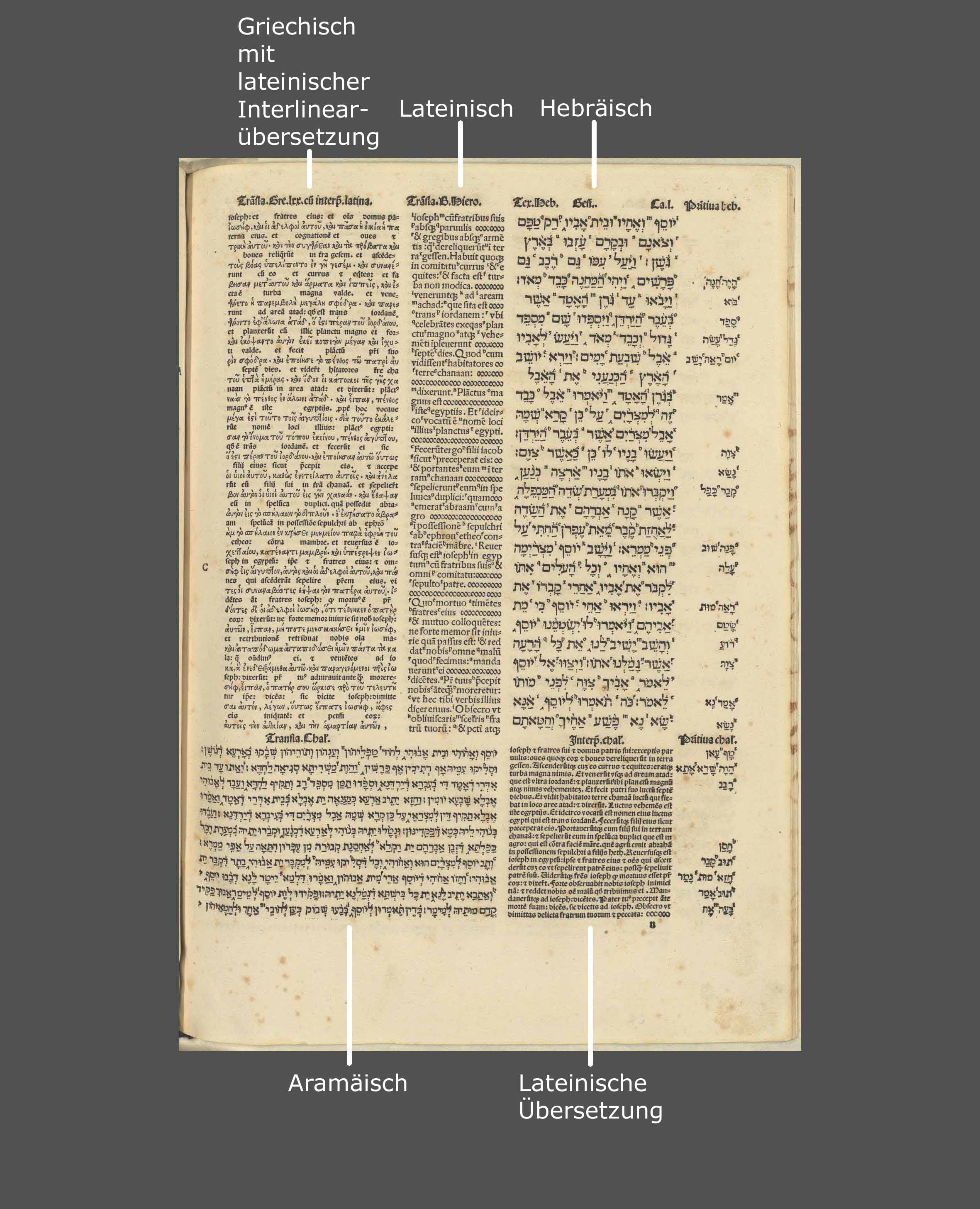
Muster für die Textanordnung einer rechten Seite im ersten Band

Die Titelseite des ersten Bandes enthält das Wappen des Kardinals Cisneros in rot gedruckt. Als Nächstes kommt als Vorwort ein Brief des Kardinals an Papst Leo X. Dem folgen ein Vorwort an den Leser und eine Reihe von einleitenden Abhandlungen. Auf der Rückseite des letzten Blattes des Vorwortes ist das Schreiben des Papstes Leo X. vom 22. März 1520 abgedruckt, in der er dieses Druckwerk genehmigt, gefolgt von einer kurzen Ansprache an den Leser durch Francisco Ruiz, den Bischof von Avila. An ihn hatte Papst Leo X. die Bulle mit der Genehmigung nach dem Tod des Kardinals Cisneros geschickt. Dabei handelt es sich um eine später eingefügte Ergänzung. Dem Bibeltext wird das Vorwort des Heiligen Hieronymus zum Pentateuch vorangestellt.
Im ersten Band der Complutensische Polyglotte wird der komplette Text der fünf Bücher Mose, wiedergegeben. Die innere Spalte der Seite enthält den griechischen Text, den die Wissenschaftler in Alcalá de Henares aus einer großen Anzahl von Quelltexten als authentisch erarbeitet hatten. Der Text wurde zeilenweise abwechselnd in Griechisch und einer lateinischen Übersetzung gedruckt. Die mittlere Spalte enthält den Text der Vulgata, der von der Katholischen Kirche als einzige verbindliche Version des Bibeltextes in lateinischer Sprache angesehen wurde. Der Text der äußeren Spalte ist in hebräischer Sprache. Er ist eine Überarbeitung und Zusammenstellung der Textvorlagen die den Wissenschaftlern in Alcalá de Henares vorlagen. Der Ursprung einiger hebräischer Worte ist auf den Rändern in einer geringeren Schriftgröße dargestellt. Im unteren Drittel der Seite ist innen der Text einer aramäischsprachigen Übersetzung der Tora, der Targum Onkelos, und außen dessen lateinische Übersetzung abgedruckt. Der Außenrand enthält die Wurzeln schwieriger aramäischer Worte.

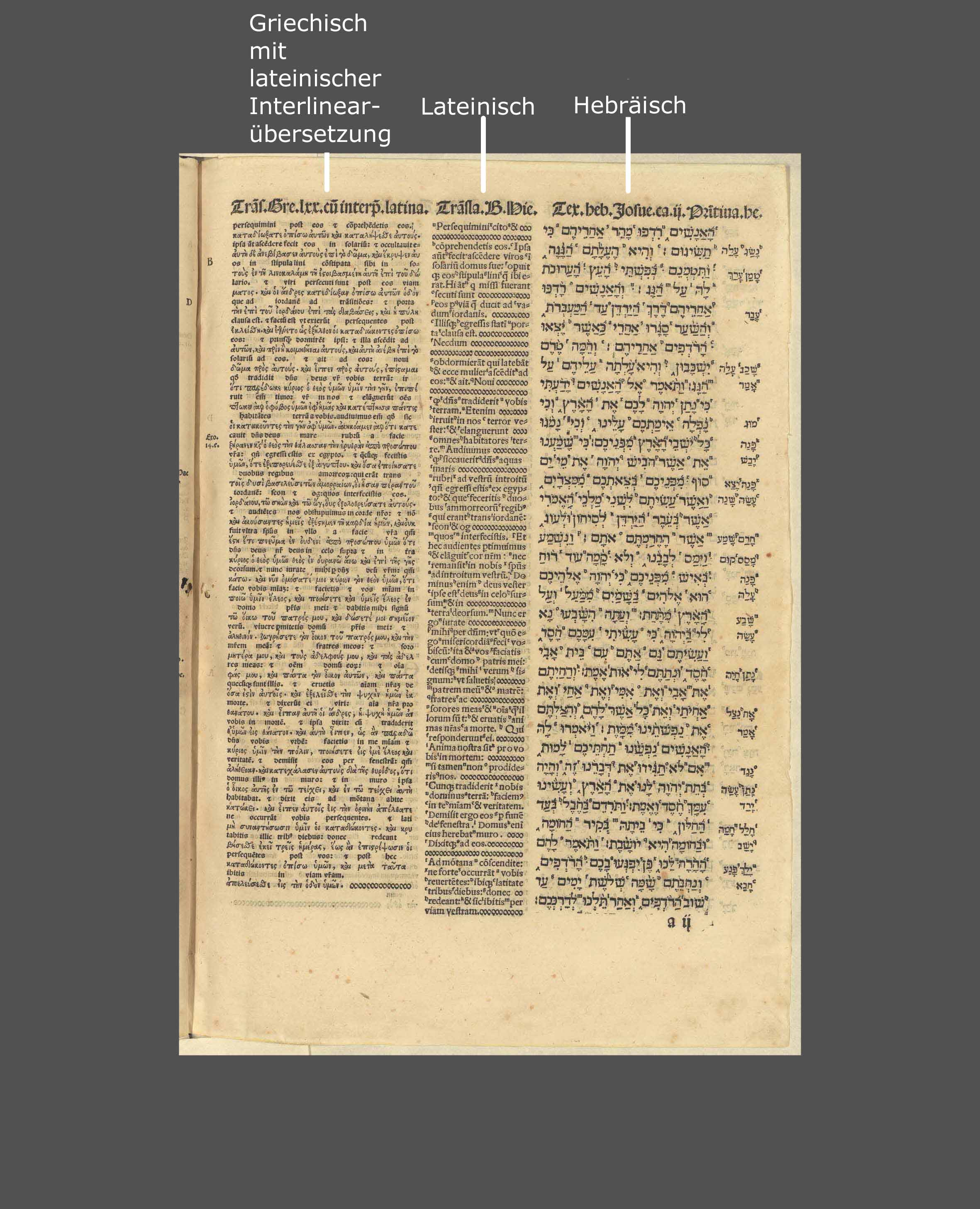
Muster für die Textanordnung einer rechten Seite im zweiten, dritten und vierten Band

Der zweite, dritte und vierte Band
Der zweite, dritte und vierte Bande zeigen auf der Titelseite das Wappen des Kardinals Cisneros in rot gedruckt. Es folgen als Einleitungen die Widmung an Papst Leo X. und ein Vorwort an den Leser.
Die Bände zwei bis vier enthalten das Alte Testament in griechischer, lateinischer und hebräischer Sprache. Die Textanordnung entspricht grundsätzlich der im ersten Band. Innen wird der griechische Text mit einer lateinischen Interlinearübersetzung abgedruckt. Der in der Mitte der Seite stehende lateinische Text der Vulgata wird als Trāsla. B. Hie. (Übersetzung des Heiligen Hieronymus) bezeichnet. Auf der Außenseite wird der Text in der hebräischen Fassung wiedergegeben. Ein Satz im Vorwort sagt dem Leser, dass die Spalte der lateinischen Form sich zwischen der hebräischen und der griechischen befindet, so wie Jesus Christus zwischen dem guten Schächer – der griechischen Spalte – und dem schlechten Schächer – der hebräischen Spalte. Auf den Außenrändern wird der Ursprung einiger hebräischer Worte in einer geringeren Schriftgröße dargestellt. Die Texte der Bücher des Alten Testamentes werden durch die Vorworte des Heiligen Hieronymus eingeleitet.
Der fünfte Band

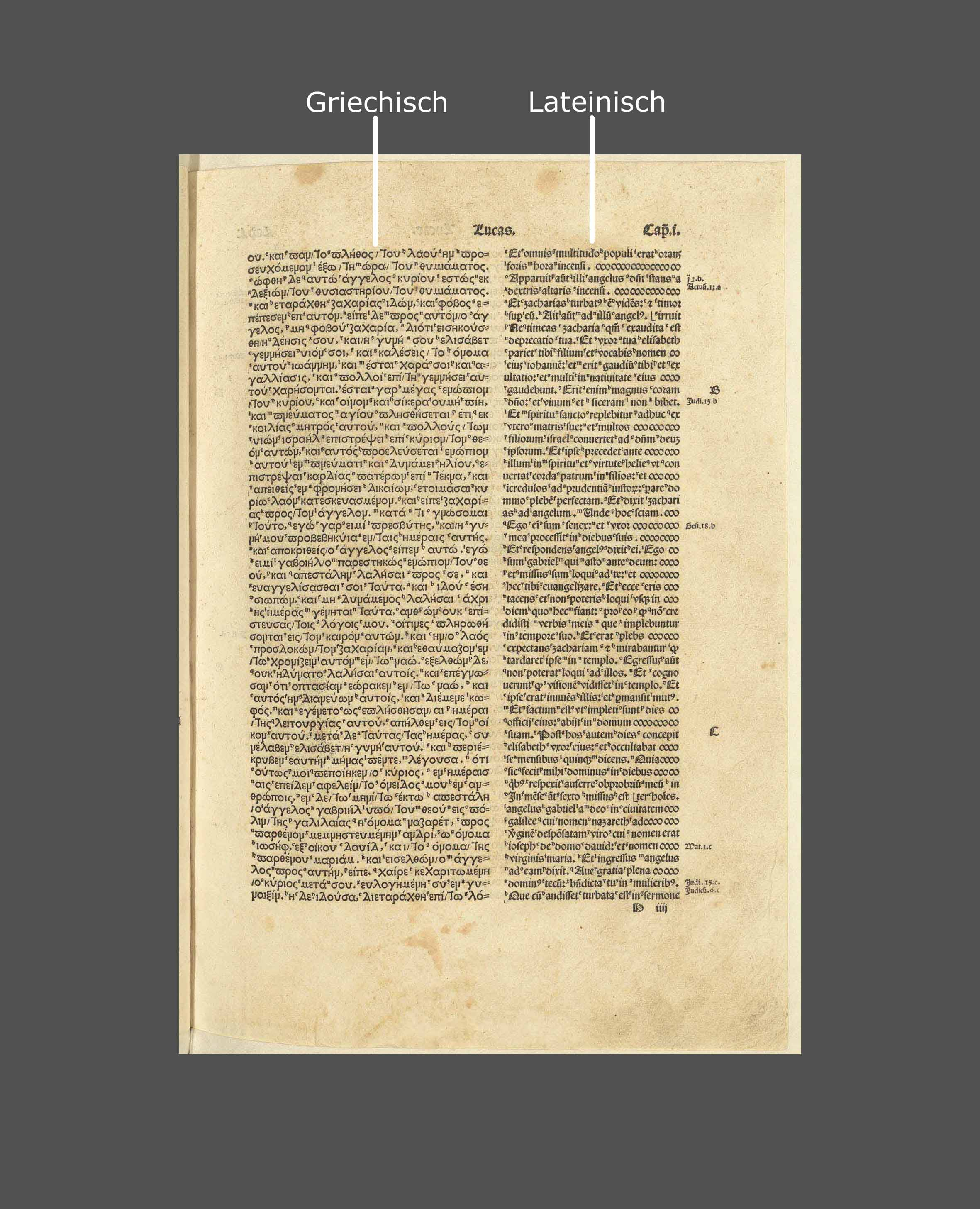
Muster für die Textanordnung im fünften Band

Der fünfte Band enthält den Text des Neuen Testaments auf Griechisch und Latein. Die griechische Version wurde von den Wissenschaftlern in Alcalá aus einer großen Anzahl von Vorlagen erarbeitet. Ihm wurde der Text der lateinischen Vulgata entgegengestellt. Die Textanordnung im fünften Band ist auf allen Seiten gleich. In der linken Spalte steht der griechische Text (ohne Interlinearübersetzung), in der rechten Spalte die Vulgata. Der fünfte Band endet mit einer kurzen, zweiseitigen griechischen Grammatik und einem Lexikon mit etwa 9.000 griechischen Worten.
Der sechste Band

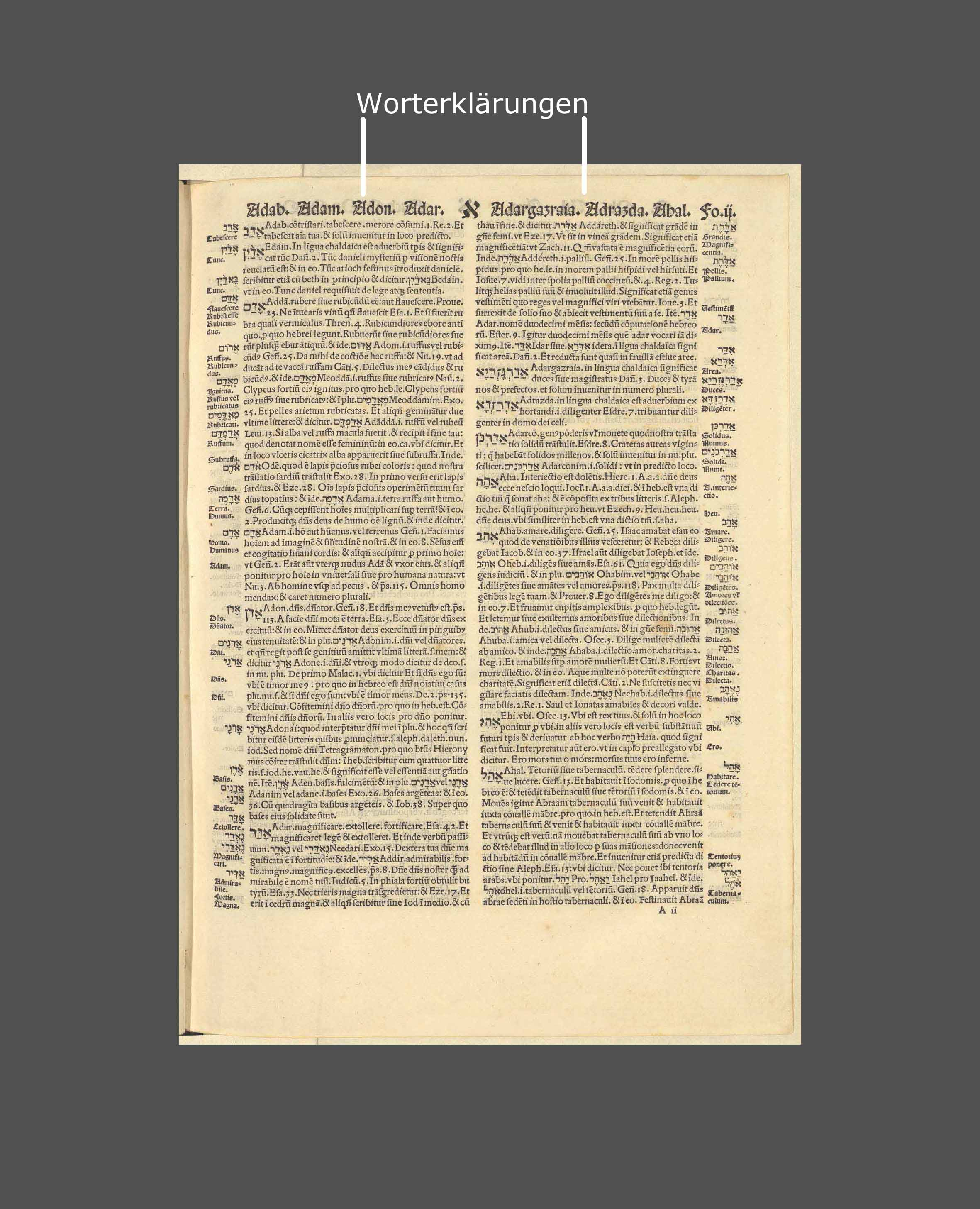
Muster für die Textanordnung im sechsten Band

Der sechste Band enthält Wörterbücher in Hebräisch und Aramäisch und ein lateinisch-hebräisches Wortverzeichnis. Dem Wörterbuch folgt eine Darstellung der Herkunft der Worte der Bibel auf der Grundlage des mittelalterlichen Gelehrten Remigius von Auxerre. Der Etymologie folgt eine dreißig Seiten lange sorgfältige hebräische Grammatik und zum Schluss ein Leitfaden zu dem Wörterbuch.

## Rezeption
Der fünfte Band der Complutensischen Polyglotte enthält den Text des Neuen Testaments in einer von den Wissenschaftlern in Alcalá de Henares erarbeiteten griechischsprachigen Version und den lateinischen Text der Vulgata. Dieser Band wurde 1514 gedruckt, aber nicht sofort veröffentlicht. Zu Beginn des Jahres 1516 veröffentlichte Erasmus von Rotterdam eine in der Werkstatt des Johann Froben in Basel gedruckte, zweisprachige Ausgabe des Neuen Testamentes, mit dem Namen Novum Instrumentum. Sie enthielt den griechischen Text, den Erasmus aus verschiedenen Vorlagen erstellt hatte, sowie eine von ihm angefertigte Übersetzung dieses Textes in die lateinische Sprache. Die Auflage von 1.200 Exemplaren wurde sehr schnell verkauft. Erasmus begann unverzüglich mit der Korrektur und der Vorbereitung einer neuen Ausgabe. Sie erschien, in einer Auflage von etwa 1.100 Exemplaren, unter dem Namen Novum Testamentum im Jahr 1519. Als im Jahr 1520 die Verbreitung der gesamten sechs Bände der Complutensischen Polyglotte durch Papst Leo X. genehmigt wurde, war die Erasmusausgabe anerkannt und hatte den Markt erobert.
Im Jahr 1559 wurde die griechisch-lateinische Ausgabe des Erasmus von Rotterdam auf den Index der Römischen Inquisition gesetzt. Da die Complutensische Polyglotte, auf ausdrückliche Anweisung des Herausgebers, Kardinal Francisco Jiménez de Cisneros, der auch Generalinquisitor von Kastilien war, als lateinischsprachigen Referenztext für die gesamte Bibel ausschließlich die Vulgata verwendete, war sie von keinerlei Einschränkungen betroffen und konnte ungehindert verbreitet und genutzt werden.
Die Complutensische Polyglotte wurde in einer Auflage von 600 Exemplaren gedruckt. Ein Teil der Auflage ging bei einem Schiffsuntergang verloren. Mitte des 16. Jahrhunderts hielt der spanische König Philipp II. eine Neuauflage für nötig. Er beauftragte 1568 den Hebraisten Benedictus Arias Montanus mit der Überarbeitung des Textes und den in Antwerpen tätigen Drucker Christoph Plantin mit dem Druck. Die Überarbeitung führte zu einer starken Erweiterung. Das komplette Alte Testament wurde auf Hebräisch, Griechisch, Lateinisch und Aramäisch gedruckt. Das Neue Testament wurde zusätzlich in einer Version in syrischer Sprache, der Peschitta, versehen. Der wissenschaftliche Apparat der neuen Auflage umfasste drei Bände.
In den Jahren 1983–1984 wurde an der Päpstlichen Universität Gregoriana eine Faksimileausgabe der Biblia Políglota Complutense gedruckt. Die sechs jeweils 27,5 × 38,5 cm großen Bände entsprechen der 1514 bis 1517 in Alcalá gedruckten Auflage. Sie werden von dem Verlag Editorial Verbo Divino verlegt. Im Jahr 1987 erschien in Valencia bei der Fundación biblíca española ein Anhang zu dieser Ausgabe.